# مانفرد مانگلیتس
مانفرد مانگلیتس (به آلمانی: Manfred Manglitz) بازیکن فوتبال و دروازه‌بان اهل آلمان است که از سال ۱۹۶۵ میلادی عضو تیم ملی فوتبال آلمان بوده‌است. وی در ۴ بازی ملی حضور داشته است و آخرین بازی ملی خود را در سال ۱۹۷۰ میلادی انجام داد. مانفرد مانگلیتس در بازی‌های ملی‌اش گلی به ثمر نرساند.